# Marienkapelle (Albisried)

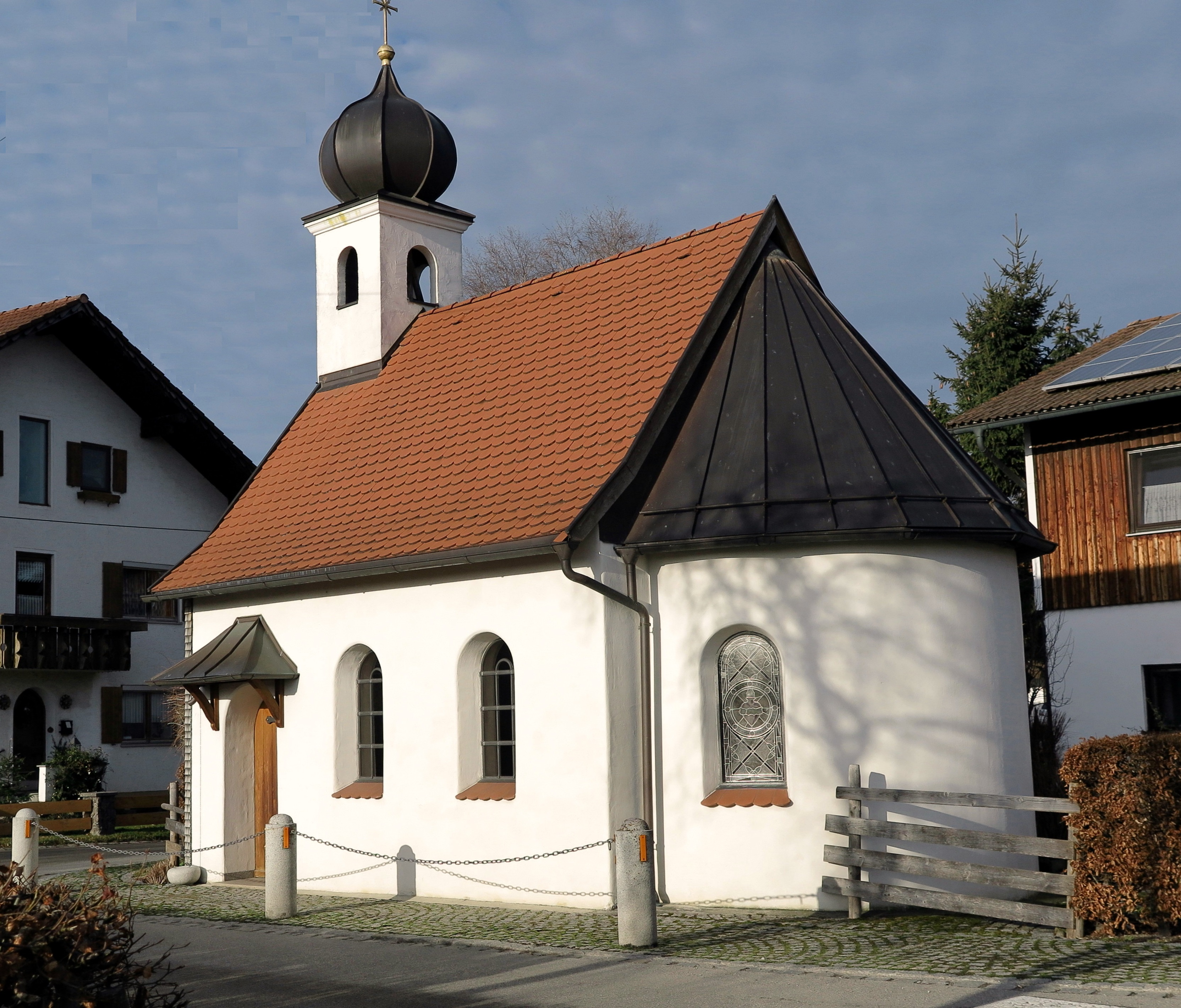
Marienkapelle in Albisried

Die römisch-katholische Marienkapelle steht in Albisried, einem Gemeindeteil von Lengenwang im schwäbischen Landkreis Ostallgäu in Bayern. Das Bauwerk ist in der Liste der Baudenkmäler in Lengenwang als Baudenkmal unter der Nr. D-7-77-149-4 eingetragen.

## Beschreibung

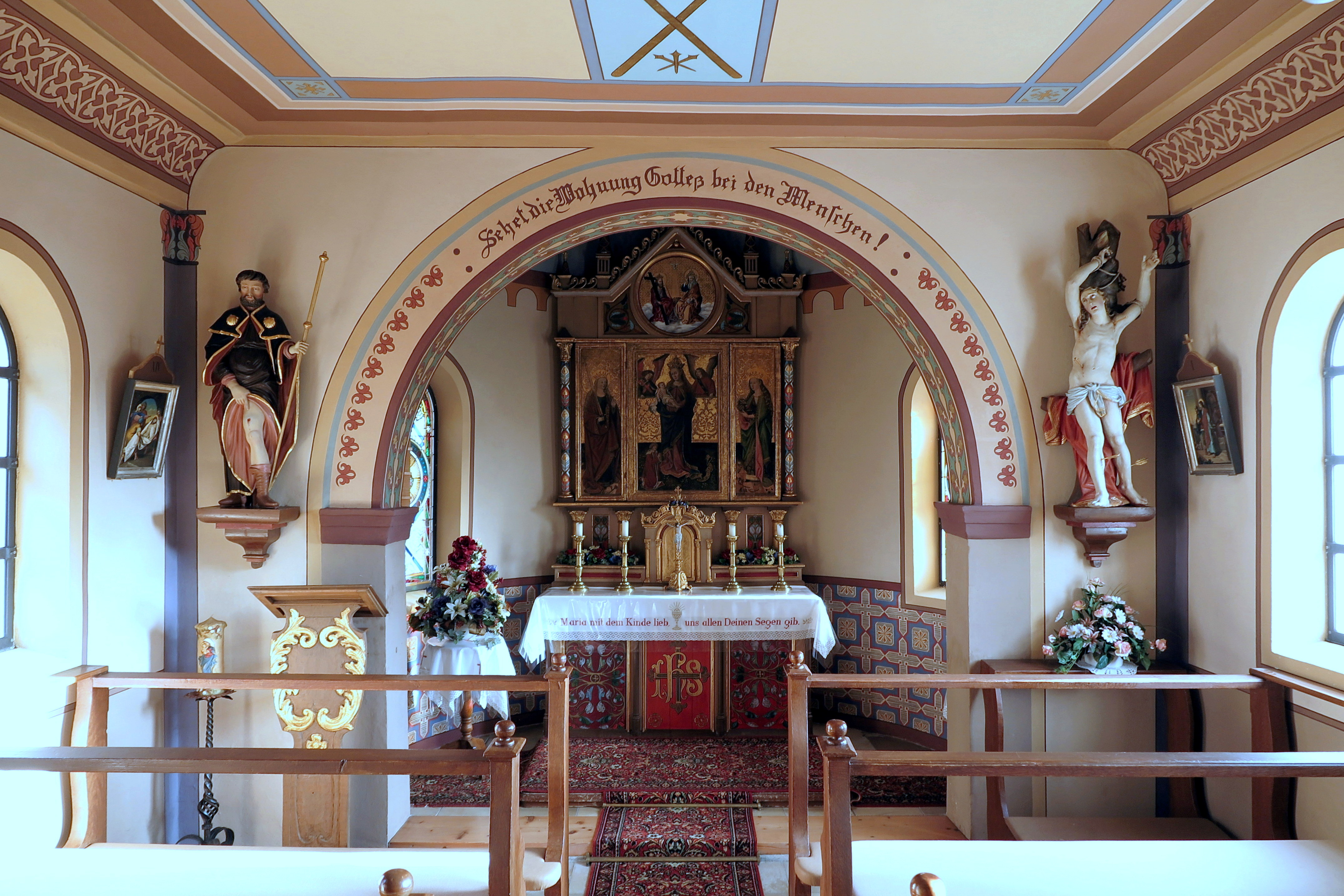
Blick zum Chor

Die Kapelle wurde 1853 erbaut. Die Saalkirche besteht aus einem Langhaus und einer Apsis im Osten. Aus dem Satteldach des Langhauses erhebt sich im Westen ein Giebelreiter, der mit einer Zwiebelhaube bedeckt ist. Zur Kirchenausstattung gehört ein um 1490 gebauter Flügelaltar, auf dessen Mitteltafel Maria dargestellt ist. Aufgeklappt ist auf dem linken Flügel die heilige Katharina, auf dem rechten die heilige Dorothea zu sehen. Im geschlossenen Zustand ist die Verkündigung Mariä dargestellt.